# Хоррембид (шахрестан)
Хорремби́д (перс. شهرستان خرم‌بید‎) — одна из 24 областей (шахрестанов) иранской провинции Фарс. Административный центр — город Сефашехр.
В состав шахрестана входят районы (бахши):
- Меркези (центральный) (بخش مرکزی)
- Мешхед-Моргаб (بخش مشهد مرغاب)

Население области на 2006 год составляло 44 669 человек.

## Населённые пункты

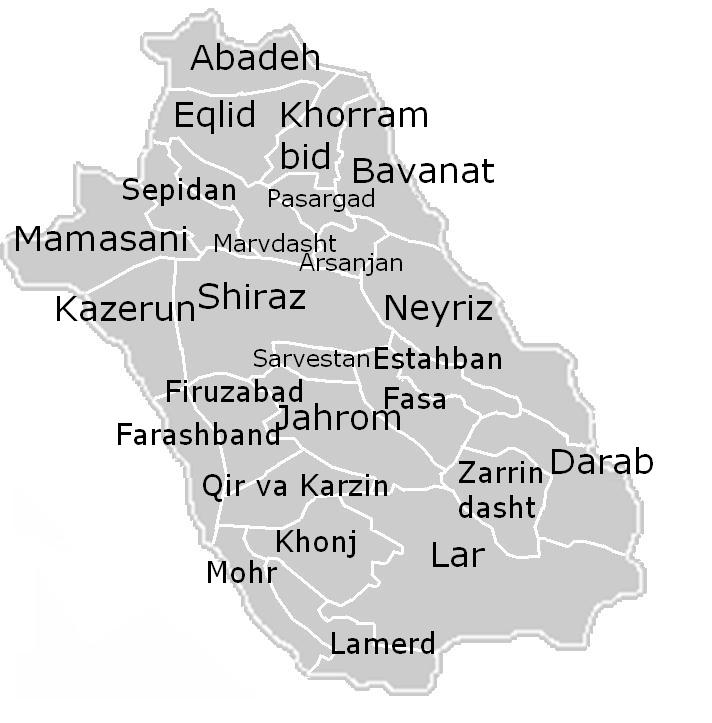
Административное деление провинции Фарс

| Русское название | Оригинальное название (фарси) | Население, чел. (2006) |
| ---------------- | ----------------------------- | ---------------------- |
| Сефашехр         | صفاشهر                        | 22 254                 |
| Кадерабад        | قادراباد                      | 14 095                 |
| Мошкан           | مشكان                         | 1 063                  |
| Мозаффарабад     | مظفراباد                      | 929                    |
| Кешлак           | قشلاق                         | 895                    |